# イェウヘーン・ソトニコフ
イェウヘーン・ソトニコフ（Yevgen Sotnikov、1980年11月20日 - 2021年8月6日）は、ウクライナのザポリージャ出身の柔道選手。階級は100kg超級。身長195cm。体重138kg。

## 略歴
2002年の世界学生100kg超級で優勝を飾った。2003年の世界選手権では準決勝で棟田康幸に敗れるも銅メダルを獲得した。2004年のアテネオリンピックには国内の代表争いに敗れて出場できなかった。2006年のヨーロッパ選手権無差別では2位になった。2008年のヨーロッパ選手権で3位になるが、北京オリンピックでは初戦で敗れた。

## 逮捕と獄中死
2009年12月19日、ザポリージャのカフェで18歳の若者に酒を勧めて拒絶されたことから、拳銃で頭を撃ち抜き殺害し、逮捕。ザポリージャ地方控訴裁判所はソトニコフに終身刑を言い渡したが、破毀院に控訴し、懲役15年に短縮された。
2021年8月6日、ドネツィク州ドンバスの流刑地にて服役していたソトニコフは、獄中で他の囚人と争いを起こし殺害された。40歳没。

## 主な戦績
- 2002年 - 世界学生　優勝
- 2003年 - ロシア国際　3位
- 2003年 - ハンガリー国際　優勝
- 2003年 - ポーランド国際　優勝
- 2003年 - 世界選手権　3位
- 2004年 - ロシア国際　2位
- 2006年 - ロシア国際　2位
- 2006年 - ヨーロッパ選手権　無差別　2位
- 2008年 - ヨーロッパ選手権　3位